# Teoria zmiennych niepewnych
Zmienne niepewne zostały sformułowane przez profesora Zdzisława Bubnickiego jako wygodne podejście m.in. do zadań podejmowania decyzji i sterowania obiektami, o których nie posiadamy pełnej wiedzy.
Definicja
Zmienna niepewna {\displaystyle {\overline {x}}} jest zdefiniowana przez zbiór wartości {\displaystyle X,} funkcję {\displaystyle h(x)=v({\overline {x}}\cong x)} (tzn. wskaźnik pewności, że {\displaystyle {\overline {x}}\cong x}) oraz następujące określenia:
(1) {\displaystyle v({\overline {x}}{\tilde {\in }}D_{x})=\max _{x\in D_{x}}h(x),} gdy {\displaystyle D_{x}\neq \emptyset }
(2) {\displaystyle v({\overline {x}}{\tilde {\notin }}D_{x})=v[\neg ({\overline {x}}{\tilde {\in }}D_{x})]=1-v({\overline {x}}{\tilde {\in }}D_{x})}
(3) {\displaystyle v({\overline {x}}{\tilde {\in }}D_{1}\vee {\overline {x}}{\tilde {\in }}D_{2})=max\{v({\overline {x}}{\tilde {\in }}D_{1}),v({\overline {x}}{\tilde {\in }}D_{2})\}}
(4) {\displaystyle v({\overline {x}}{\tilde {\in }}D_{1}\wedge {\overline {x}}{\tilde {\in }}D_{2})=min\{v({\overline {x}}{\tilde {\in }}D_{1}),v({\overline {x}}{\tilde {\in }}D_{2})\}}
gdzie po obu stronach (3) i (4) {\displaystyle {\tilde {\in }}D_{1}} i {\displaystyle {\tilde {\in }}D_{2}} może być zastąpione przez {\displaystyle {\tilde {\notin }}D_{1}} i {\displaystyle {\tilde {\notin }}D_{2}.} Funkcję {\displaystyle h(x)} nazywamy rozkładem pewności.
W szczególności mogą wystąpić dwa przypadki: dyskretny, gdy {\displaystyle X} jest skończony, oraz ciągły, gdy {\displaystyle h(x)} jest funkcją ciągłą.